# Collin Welp
Collin Welp (Seattle, Washington; 15 de diciembre de 1998) es un baloncestista estadounidense que pertenece a la plantilla del BG Göttingen de la Basketball Bundesliga alemana. Con 2,06 metros de estatura, juega en la posición de pívot. Es hijo del exjugador profesional Christian Welp.

## Trayectoria deportiva

### Universidad
Jugó cuatro temporadas con los Anteaters de la Universidad de California en Irvine, en las que promedió 12,3 puntos, 5,9 rebotes y 1,4 asistencias por partido. En sus tres últimas temporadas fue incluido en el mejor quinteto de la Big West Conference, mientras que en 2020 fue elegido mejor sexto hombre de la conferencia.

#### Estadísticas
| Año     | Equipo    | PJ  | PT | MPP  | %TC  | %3P  | %TL  | RPP | APP | ROB | TPP | PPP  |
| ------- | --------- | --- | -- | ---- | ---- | ---- | ---- | --- | --- | --- | --- | ---- |
| 2018–19 | UC Irvine | 37  | 0  | 16.0 | .512 | .355 | .739 | 4.3 | .7  | .5  | .3  | 8.6  |
| 2019–20 | UC Irvine | 32  | 2  | 32.5 | .476 | .442 | .840 | 5.9 | 1.8 | .8  | .4  | 13.0 |
| 2020–21 | UC Irvine | 27  | 27 | 26.2 | .478 | .339 | .816 | 7.6 | 1.5 | 1.2 | 1.6 | 15.1 |
| 2021–22 | UC Irvine | 25  | 25 | 27.8 | .424 | .224 | .865 | 6.6 | 1.7 | .7  | .3  | 13.8 |
| Total   | Total     | 121 | 54 | 22.7 | .471 | .351 | .825 | 5.9 | 1.4 | .8  | .4  | 12.3 |

### Profesional
Tras no ser elegido en el Draft de la NBA de 2022, el 25 de julio firmó su primer contrato profesional en el país de su padre, Alemania, con el S.Oliver Würzburg de la Basketball Bundesliga. Jugó dos temporadas, promediando 5,2 puntos y 3,1 rebotes por partido en la primera y 6,0 puntos y 2,7 rebotes en la segunda.
El 6 de junio de 2024 firmó con el BG Göttingen, también de la Basketball Bundesliga.